# IC 4438
IC 4438 је спирална галаксија у сазвјежђу Волар која се налази на листи објеката дубоког неба у Индекс каталогу.
Деклинација објекта је + 17° 20' 3" а ректасцензија 14h 28m 34,5s. Привидна величина (магнитуда) објекта IC 4438 износи 15,8 а фотографска магнитуда 16,6. IC 4438 је још познат и под ознакама MCG 3-37-20, CGCG 104-34, DRCG 29-86, PGC 51709.